# The Girlfriend Experience
The Girlfriend Experience ist eine US-amerikanische Fernsehserie, die von 2016 bis 2021 auf Starz gesendet wurde. Die Serie basiert auf dem Film Girlfriend Experience von Steven Soderbergh aus dem Jahr 2009. Soderbergh war an der Serie als ausführender Produzent beteiligt, ebenso wie Philip Fleishman, Lodge Kerrigan und Amy Seimetz. Hauptdarstellerin der Serie ist Riley Keough, die Enkeltochter von Elvis Presley.

## Handlung

### Staffel 1
Die junge Jura-Studentin Christine Reade gelangt über eine Bekannte in den Kreis von Escort-Girls, welche die so genannte Girlfriend Experience anbieten. Dabei handelt es sich um sexuelle Dienstleistungen und Begleitung zu Anlässen, z. B. als Freundin getarnt. Dafür werden die Frauen bezahlt, jedoch im hochpreisigen Bereich, was sie von normalen Prostituierten unterscheidet. Christine verlangt z. B. 1000 US-Dollar pro Stunde und ist erst ab zwei Stunden buchbar.
Christine findet langsam Gefallen am Escortservice, da sie ihre finanzielle Unabhängigkeit schätzen lernt und die Macht mag, die sie über Männer hat. Parallel dazu hat sie Probleme auf der Arbeit: ihr droht die Kündigung, weil sie eine Beziehung mit ihrem Chef hat. Auch taucht ein Video auf, das sie ohne ihr Wissen beim Sex zeigt und an Christines Arbeitskollegen und Familie geschickt wird.

### Staffel 2
Die zweite Staffel besteht aus zwei parallelen Handlungssträngen. Ein Handlungsstrang spielt in Washington DC, während der bevorstehenden US-Zwischenwahlen. Es werden Erica Myles (Anna Friel) Sie ist die Finanzdirektorin eines republikanischen Super-PAC und Anna Garner (Louisa Krause) gezeigt, eine GFE-Anbieterin. Unter dem starken Druck, ihre Spendenziele zu erreichen, bittet Erica Anna um Hilfe bei der Erpressung von solventen Spendern. Die zweite Geschichte spielt im US-Bundesstaat New Mexico und zeigt Bria Jones (Carmen Ejogo), eine ehemalige High-Escort-Dame, die mit ihrer Stieftochter (Morgana Davies) in ein Zeugenschutzprogramm aufgenommen wird. Sie beginnt wieder als Escort zu arbeiten, was Brias neue Identität und das Wohlergehen ihrer Stieftochter und des für sie verantwortlichen US-Marshals (Tunde Adebimpe) gefährdet.

## Besetzung
Die Serie wurde bei der Scalamedia in München unter der Dialogregie von Heike Schroetter vertont.
| Rolle                | Schauspieler       | Hauptrolle (Folgen) | Nebenrolle (Folgen) | Synchronsprecher  |
| -------------------- | ------------------ | ------------------- | ------------------- | ----------------- |
| Christine Reade      | Riley Keough       | 1.01–1.13           |                     | Patrizia Carlucci |
| David Tellis         | Paul Sparks        | 1.01–1.13           |                     | Viktor Neumann    |
| Erin Roberts         | Mary Lynn Rajskub  | 1.01–1.13           |                     | Sabine Mazay      |
| Avery Suhr           | Kate Lyn Sheil     |                     | 1.01–1.13           | Mareile Moeller   |
| Annabelle Reade      | Amy Seimetz        |                     | 1.01–1.13           | Dascha Lehmann    |
| Jacqueline           | Alexandra Castillo |                     | 1.01–1.13           |                   |
| Martin Bayley        | Aidan Devine       |                     | 1.01–1.13           |                   |
| Tariq Barr           | Sugith Varughese   |                     | 1.01–1.13           |                   |
| Skip Hadderly        | Michael Therriault |                     | 1.01–1.13           |                   |
| Kayla Boden          | Sabryn Rock        |                     | 1.01–1.13           |                   |
| Jack                 | James Gilbert      |                     | 1.01–1.13           |                   |
| Erica Myles          | Anna Friel         | 2.01–2.14           |                     |                   |
| Anna Garner          | Louisa Krause      | 2.01–2.14           |                     |                   |
| Darya Esford         | Narges Rashidi     | 2.01–2.14           |                     |                   |
| Bria Jones Sarah Day | Carmen Ejogo       | 2.01–2.14 2.01–2.14 |                     |                   |
| Ian Olsen            | Tunde Adebimpe     | 2.01–2.14           |                     |                   |
| Paul                 | Harmony Korine     | 2.01–2.14           |                     |                   |
| Kayla Fairchild      | Morgana Davies     | 2.01–2.14           |                     |                   |
| Sandra Fuchs         | Emily Piggford     |                     | 2.01–2.14           |                   |
| Mark Novak           | Michael Cram       |                     | 2.01–2.14           |                   |

## Ausstrahlung
Die erste Staffel umfasst 13 Episoden, die am 10. April 2016 ihre Premiere beim Fernsehsender Starz feierten. Während die Fernsehausstrahlung im wöchentlichen Rhythmus geschah, wurden alle Episoden vom ersten Tag an auf der Starz-eigenen Online-Plattform zur Verfügung gestellt. Eine zweite Staffel mit einer anderen Handlung und anderen Figuren wurde im August 2016 angekündigt und 2017 ausgestrahlt. Im Mai 2020 erschien die dritte Staffel mit zehn Folgen. Drehbuchautorin und Regisseurin davon ist die deutsche filmschaffende Anja Marquardt.